# Markus Bösiger
Markus Bösiger, né le 20 août 1957, est un pilote de vitesse motos et de camions suisse, entrepreneur de la commune de Huttwil dans le canton de Berne

## Biographie

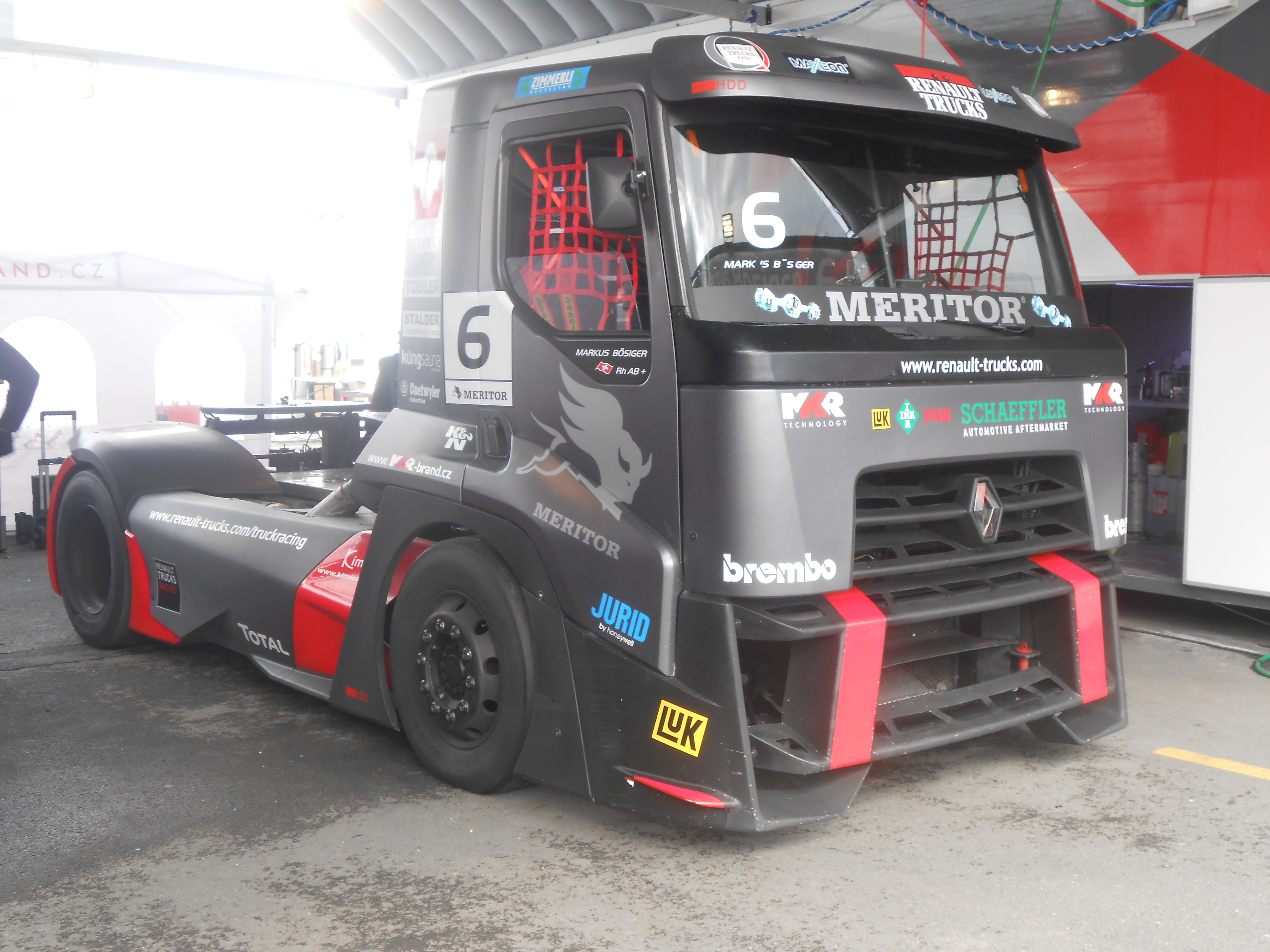
Le Renault Premium de Bösiger MKR Technology, aux 24 heures du Mans camion 2013.

Il dispute durant près de dix ans des compétitions internationales de sidecars, notamment en championnat du monde de vitesse moto entre 1991 et 1993 (9e pilote classé alors aux Pays-Bas).
Il effectue des courses de camions depuis 1999, avec une interruption en 2009.
Il remporte le Championnat d'Europe de courses de camions en 2007 sur un Buggyra "Freightliner", terminant par trois fois vice-champion continental, en 2001 (catégorie Super-Race-Trucks, sur MAN), en 2008 (sur Buggyra) et en 2010 (ainsi qu'alors champion d'Europe par équipe avec son équipier -champion d'Europe individuel Super-Race-Trucks en 2004- l'Allemand Markus Oestreich, pour l'équipe MKR Technology sur Renault Premium). 
Il s'occupe par ailleurs des destinées du club de hockey sur glace des Huttwil Falcons à compter de 2009, club champion de première ligue en 2011.

## Palmarès

### Championnat d'Europe
- Vainqueur du Champion d'Europe, 2007, Super Race Trucks
- Vice-Champion d'Europe, 2008 et 2010, Super Race Trucks